# پیچ‌خورده (فیلم ۲۰۰۴)
پیچ‌خورده (به انگلیسی: Twisted) فیلمی است محصول سال ۲۰۰۴ و به کارگردانی فیلیپ کافمن است. در این فیلم بازیگرانی همچون اشلی جاد، ساموئل ال. جکسون، اندی گارسیا، دیوید استراترن، راسل وونگ، کمرین منهایم، مارک پلگرینو، تیتوس ولیور، دی دبلیو موفت، ریچارد تی جونز، لیلند ارسر و ویلیام هال ایفای نقش کرده‌اند.

## خلاصه
"جسیکا" زنی است که پدرش در گذشته قاتل سریالی بوده است، اکنون یک افسر پلیس است. در طول تحقیقات خود درباره قتلی، وقتی دوست قدیمی خود به خطر می افتد، او خود را در وسط تحقیقات خودش می یابد ...